# 송도 센트로드
송도 센트로드(영어: Songdo Centroad)는 대한민국 인천광역시 연수구 송도국제도시 (송도동)에 위치한 초고층 건축물이다. 2008년에 분양이 완료되었다. 같은 해 포스코E&C(구 포스코건설)가 착공하여 2011년에 완공했다. A동은 지상 45층, 145m이고 B동은 지상 34층, 148m이고 오피스로 구성되어 있고 C동은 지상 45층, 최고 190m이고 오피스텔으로 구성되어 있다.,

## 역사
송도국제도시에 3개동으로 구성될 예정인 송도 센트로드와 송도 센트로드 오피스텔은 2008년 3월 착공에 들어갔다. 같은 해 5월 20일 인천경제자유구역청에 따르면 송도 센트로드 오피스텔 264실이 분양된다고 한다. 이후 5월 31일과 9월에 분양이 완료되었다. 2011년 10월 31일에 완공되었다.

## 구성
A동 최고 45층, 145m, B동 최고 34층, 148m, C동 최고 33층, 190m으로 구성되어 있다. A동은 1층~5층에는 연수 세무서, 6층 ~ 33층에는 오피스, B동은 오피스로 구성되어 있고 C동은 디자인 건축물이 아파트와 비슷한데 오피스텔 254세대로 이뤄져있고 1층 ~ 5층 투룸세대를 제외하면 6층부터 45층까지는 모두 중대형평형으로 이뤄져있다.
| 명칭         | 층수 | 높이 |
| ------------ | ---- | ---- |
| 오피스 A동   | 33층 | 145m |
| 오피스 B동   | 34층 | 148m |
| 오피스텔 C동 | 45층 | 190m |

## 높이
오피스 두동의 높이가 다르다. A동은 지상 33층이고 높이는 145m이고 B동은 지상 34층이고 높이는 148m이다. 주변에는 C동이 있는데 오피스텔은 지상 45층이고 높이는 190m이다. 오피스텔은 완공 후 인천에서 가장 높은 건물이 되었다. 그리고 송도국제도시에서 가장 높은 오피스텔이라고 한다. 오피스 두동인 송도 센트로드(A동, B동)보다 높다.

## 특징
사무실 건물은 A동과 B동에 있고 저층에는 일부 연수 세무서가 있다. 초대형 건물은 A동이고 업무시설(사무소),제1종근린생활시설 용도로 사용한다. 대형 건물은 B동이고 업무시설(사무소) 용도로 사용한다. 엘리베이터는 A동에는 총 16대(승용 14대 비상화물용 2대)가 있고 B동에는 총 8대(승용 7대 비상화물용 1대)가 있다. 주차장은 A동에는 총 721대(자주식 721대)의 주차가 있고 B동에는 총 476대(자주식 476대)의 주차가 가능하다.
C동에 위치한 오피스텔은 총 264실으로 구성되어 있다. 이는 프리미엄 오피스텔 환경이다. 6층부터 39층까지는 타워형 구조로 되어있다. 주차장 입구가 있는데 출입로가 좁다.

## 내부 시설

### A동
| 층수                | 시설        |
| ------------------- | ----------- |
| 6층 ~ 33층          | 업무시설    |
| 2층 ~ 5층           | 연수 세무서 |
| 1층                 | 로비        |
| 지하 4층 ~ 지하 1층 | 지하주차장  |

### B동
| 층수                | 시설       |
| ------------------- | ---------- |
| 2층 ~ 34층          | 업무시설   |
| 1층                 | 로비       |
| 지하 4층 ~ 지하 1층 | 지하주차장 |

### C동
| 층수                | 시설                  |
| ------------------- | --------------------- |
| 40층 ~ 45층         | 오피스텔              |
| 6층 ~ 39층          | 오피스텔(타워형 구조) |
| 2층 ~ 5층           | 오피스텔(투룸세대)    |
| 1층                 | 로비                  |
| 지하 4층 ~ 지하 1층 | 지하주차장            |

## 같이 보기
- 송도 센트로드 오피스텔
- 대한민국의 마천루 목록
- 인천광역시의 마천루 목록